# Kuks (železniční zastávka)
Kuks je železniční zastávka a automatické hradlo (dříve železniční stanice) nacházející se jižně od zástavby vesnice Kuks v okrese Trutnov, necelých 300 m od zastávky jsou zahrady hospitálu Kuks. Zastávka leží v km 47,631 neelektrizované jednokolejné trati Pardubice–Liberec mezi stanicemi Jaroměř a Dvůr Králové nad Labem.

## Historie
Zastávka a nákladiště s tehdejším názvem Kukus byla zprovozněna  1. června 1858, tedy současně s otevření úseku tratě z Jaroměře do Horek u Staré Paky). V roce 1900 bylo pojmenování upraveno na Schlotten-Kukus. V letech 1919 až 1937 se už používalo české označení Slotov-Kuks, pak již jen Kuks. Výjimkou byla pouze léta 1938 až 1945, kdy se krátce navrátil německý název Schlotten-Kukus.

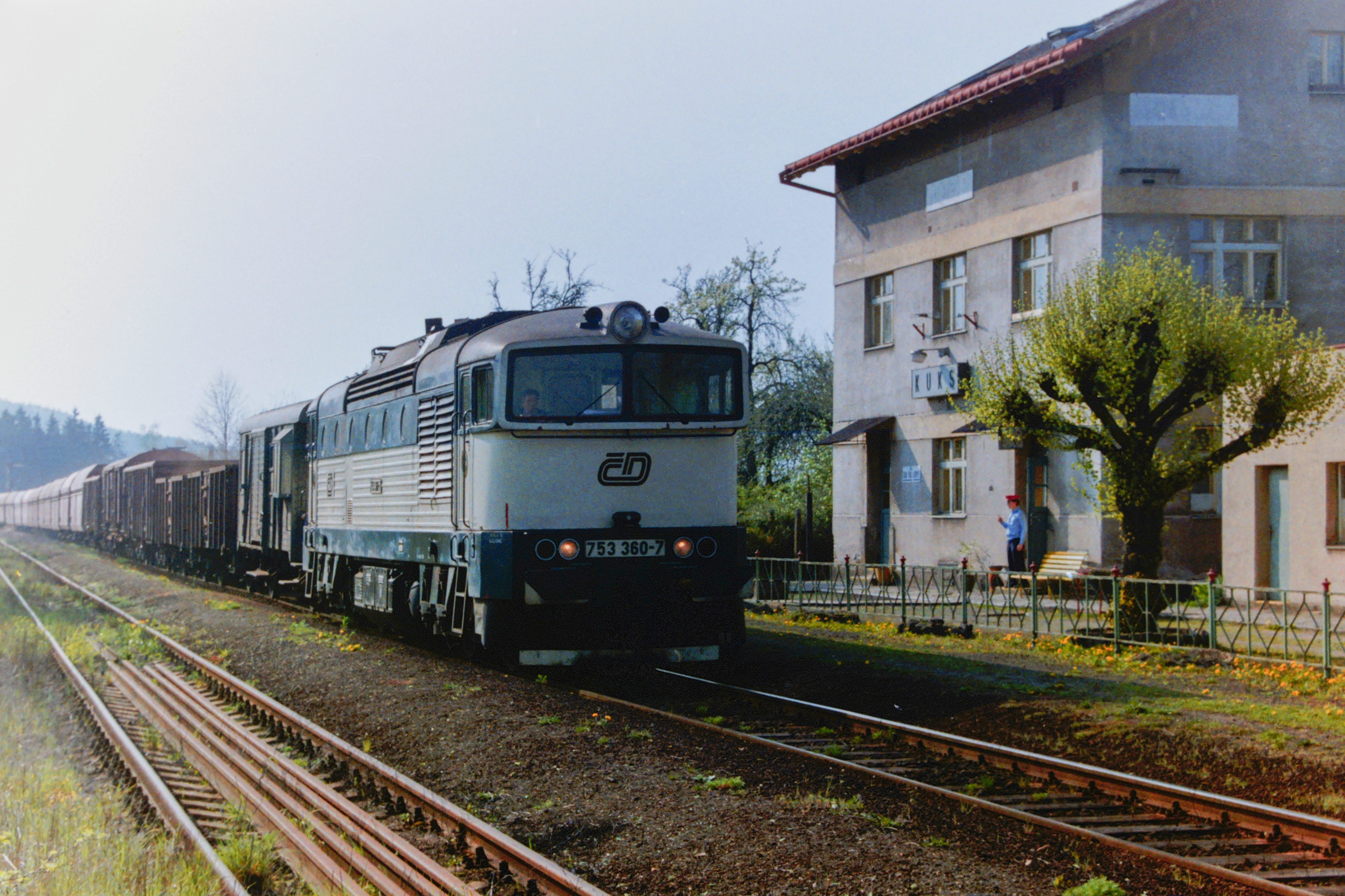
Nákladní vlak ve stanici Kuks v roce 1998

V roce 1907 byla zastávka a nákladiště přestavěna na železniční stanici. V 70. a 80. letech 20. století se koleje ve stanici využívaly mj. pro deponaci odstavených parních lokomotiv, které čekaly na sešrotování. Stanice, která měla dvě dopravní a dvě manipulační koleje, byla později zrušena a nahrazena zastávkou, koleje (s výjimkou traťové) byly vytrhány.
V letech 2015 až 2016 probíhala modernizace trati Jaroměř – Stará Paka. V rámci této stavby se uvažovalo o znovuzřízení stanice, ale nakonec zůstala v místě jen zastávka, pro zvýšení propustnosti bylo v Kuksu zřízeno automatické hradlo. Uvažované posunutí zastávky o cca 300 metrů směrem k Jaroměři rovněž nebylo realizováno, důvodem bylo zachování prostoru pro případné obnovení stanice. Byly však odstraněny protisměrné oblouky (pozůstatek po někdejší stanici), aby mohla být zvýšena traťová rychlost.

## Popis zastávky

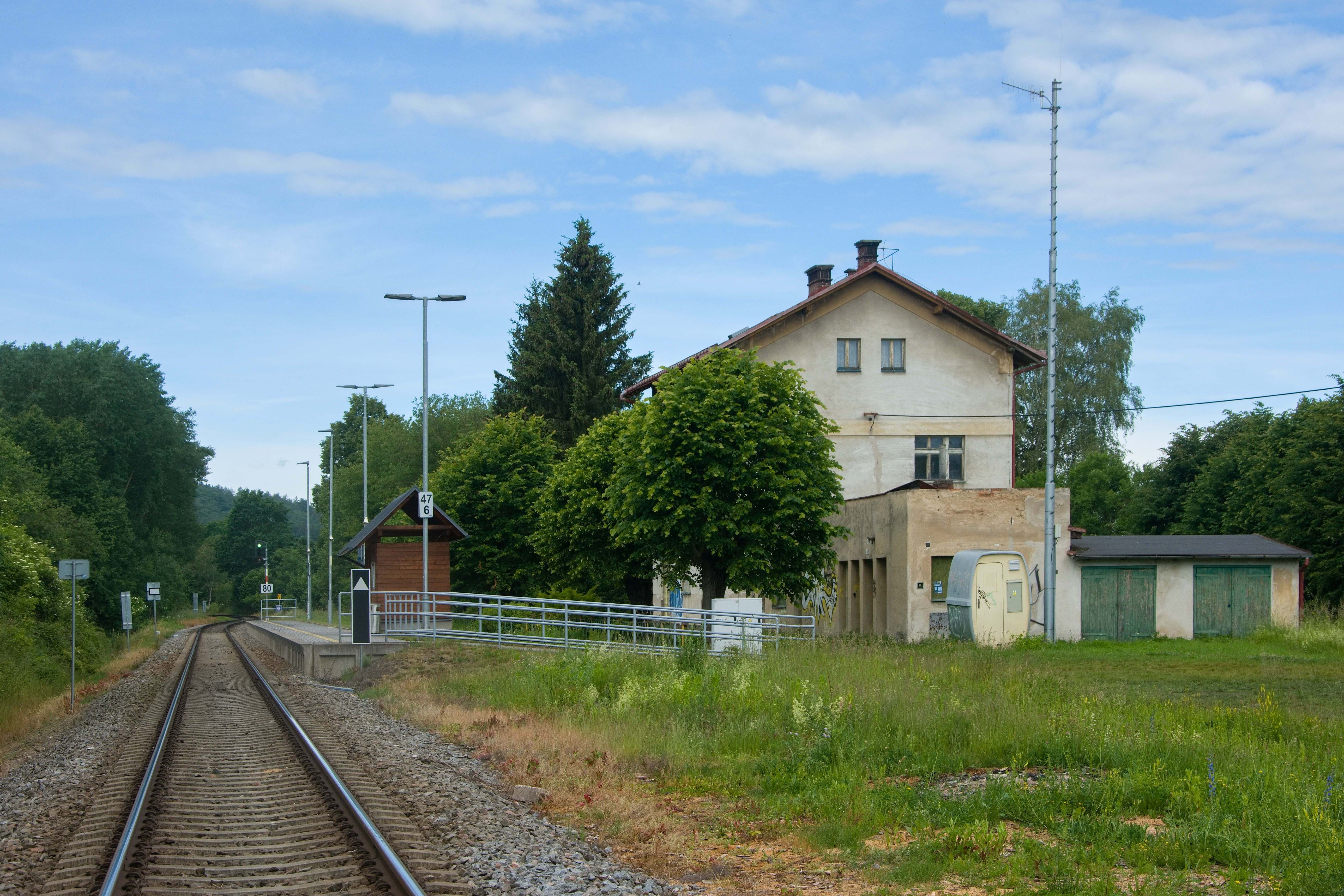
Celkový pohled na zastávku, za nástupištěm je návěstidlo automatického hradla

Po přestavbě realizované v letech 2015/2016 je v zastávce je u traťové koleje vnější jednostranné nástupiště o délce 80 m s nástupní hranou ve výšce 550 mm nad temenem kolejnice. Přístup k zastávce je úrovňový z příjezdové komunikace. Výpravní budova je pro cestující uzavřená, k dispozici je přístřešek. Od roku 2016 je zastávka vybavena akustickým informačním systémem INISS (ovládán ze Staré Paky), pomocí kterého jsou cestující informováni o jízdách vlaků.
Automatické hradlo Kuks typu AHP03 zřízené během modernizace trati v letech 2015/2016 rozděluje mezistaniční úsek Jaroměř - Dvůr Králové nad Labem na dva prostorové oddíly. Světelná návěstidla automatického hradla jsou umístěna v km 47,728 (návěstidlo Lo) a 47,562 (So).
U zastávky se v km 47,327 nachází přejezd P5230, který je zabezpečený světelným přejezdovým zabezpečovacím zařízením bez závor. Jedná se o křížení s účelovou komunikací v obci Kuks.